# Yeşilyurt, İspir
Yeşilyurt là một xã thuộc huyện İspir, tỉnh Erzurum, Thổ Nhĩ Kỳ. Dân số thời điểm năm 2011 là 198 người.